# Het Noorden (molen)
Het Noorden is een poldermolen in de polder Het Noorden ten noorden van Oosterend op het eiland Texel in de provincie Noord-Holland.
Bij inpoldering van de noordoostelijke gebieden van het eiland Texel bleek in 1878 een grote molen nodig om het gebied te bemalen. Bij de bouw werd de molen voorzien van een vijzel. In 1928 werd de molen voorzien van stroomlijnwieken en drie schroefpompen volgens het systeem van molenmaker Dekker uit Leiden. De molen raakte in de jaren zestig van de twintigste eeuw buiten bedrijf en werd in 1970 eigendom van de Vereniging De Hollandsche Molen die enkele jaren later een restauratie liet uitvoeren. Later werden twee van de drie schroefpompen ook weer maalvaardig gemaakt. Thans zijn de roeden voorzien van het fokwieksysteem met zeilen en maalt de molen op vrijwillige basis het water rond in een circuit.

## Fotogalerij

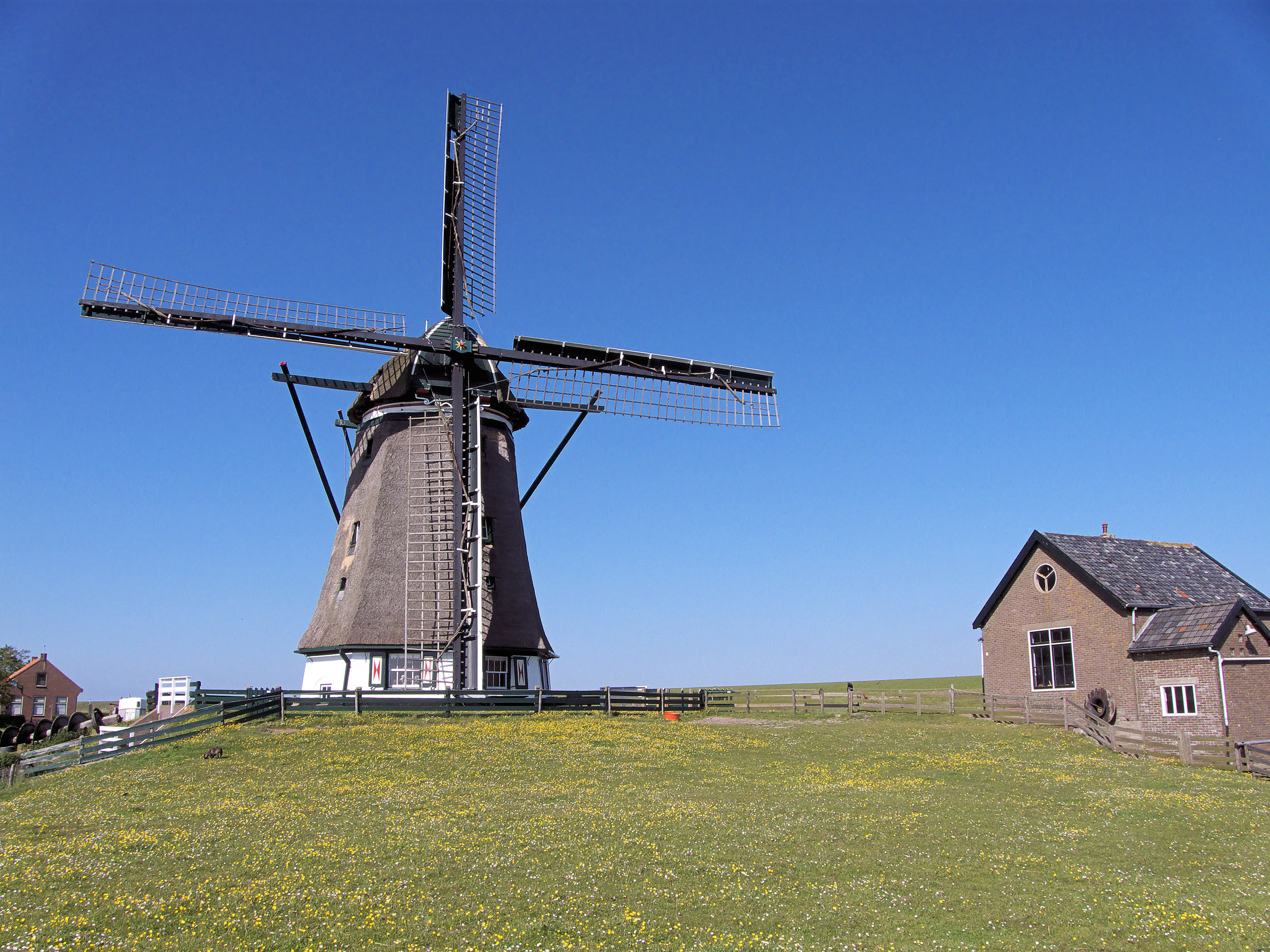
Mei 2009
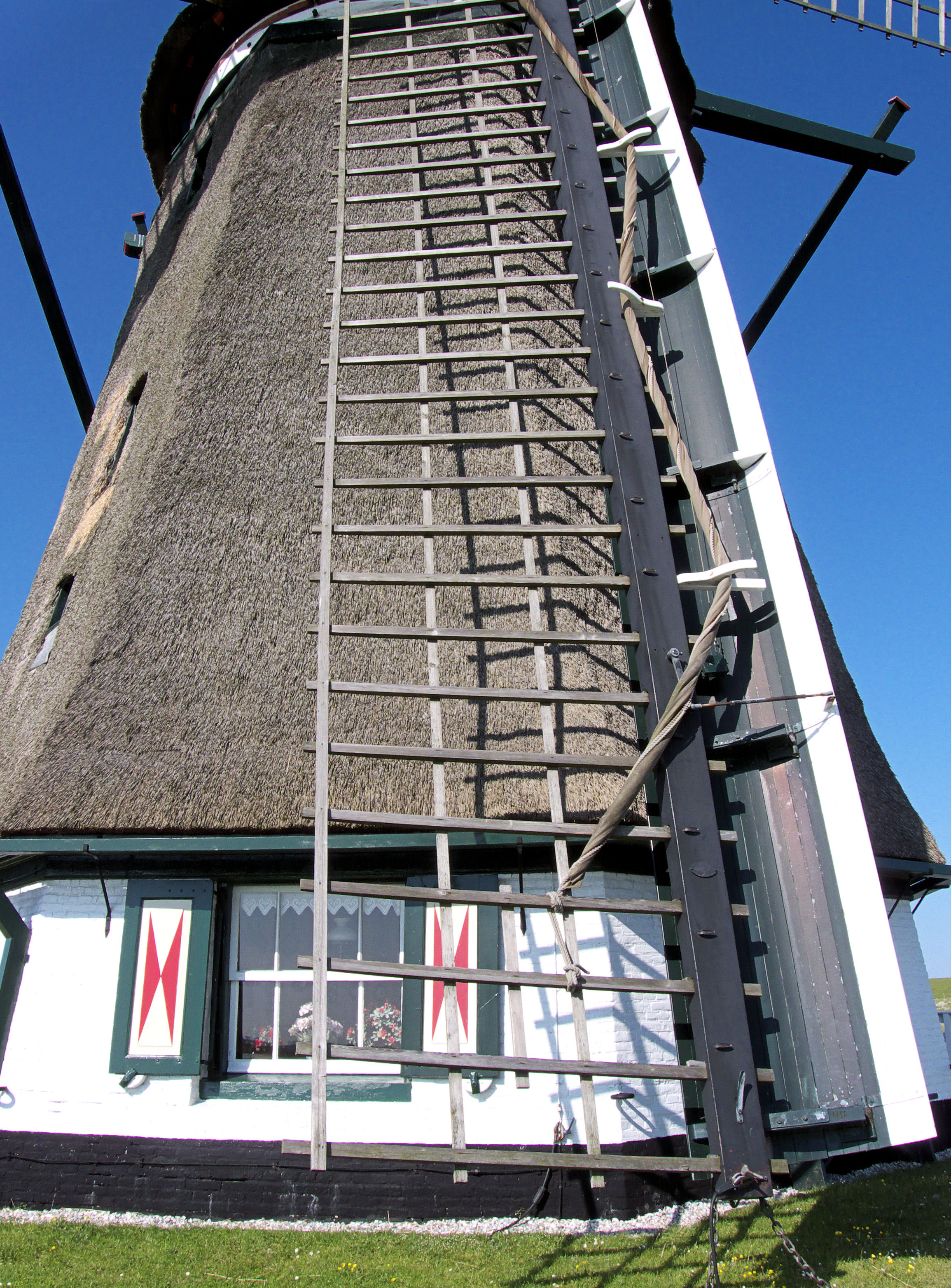
Wiek met fok
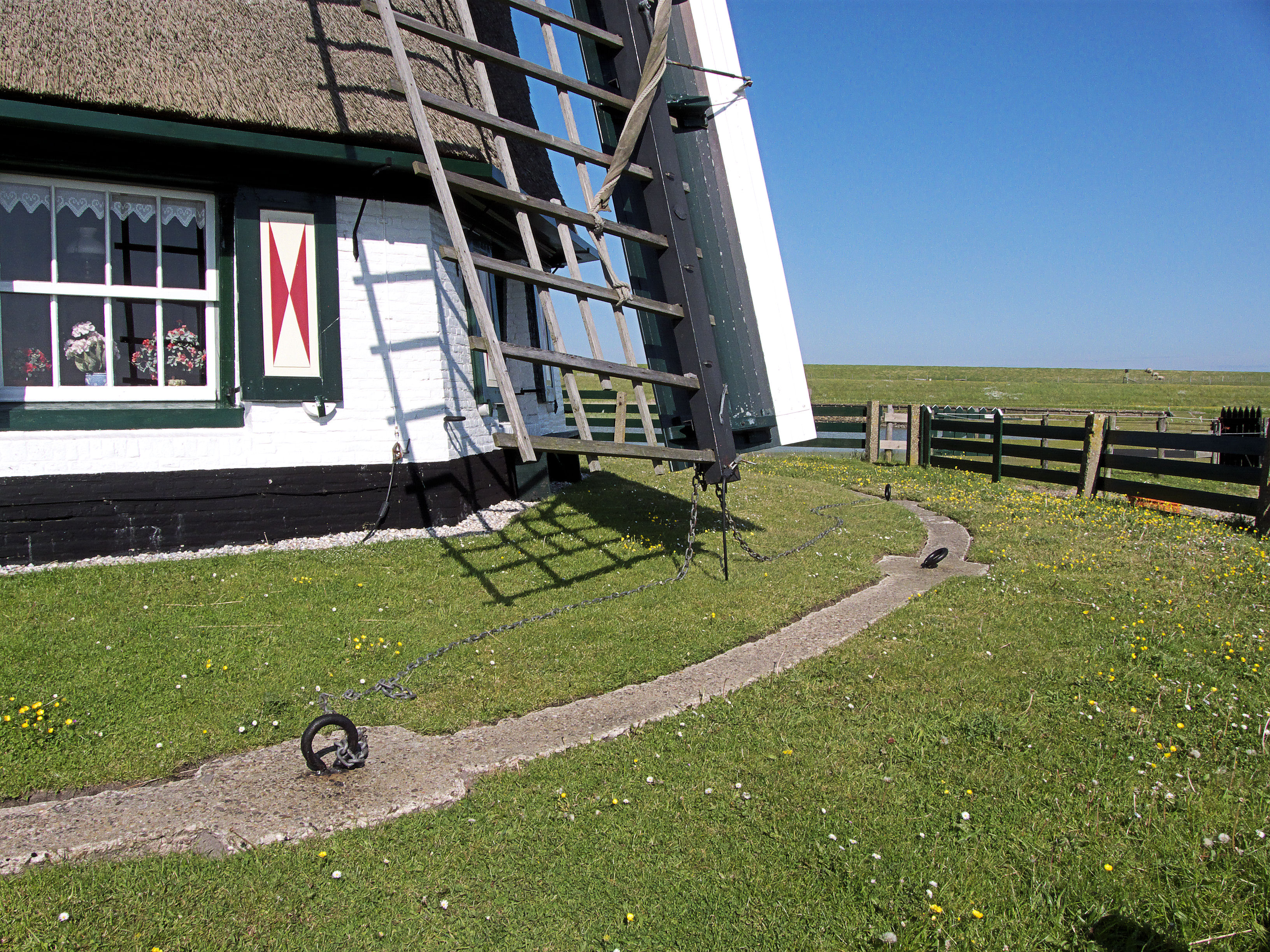
Vastgelegde wiek
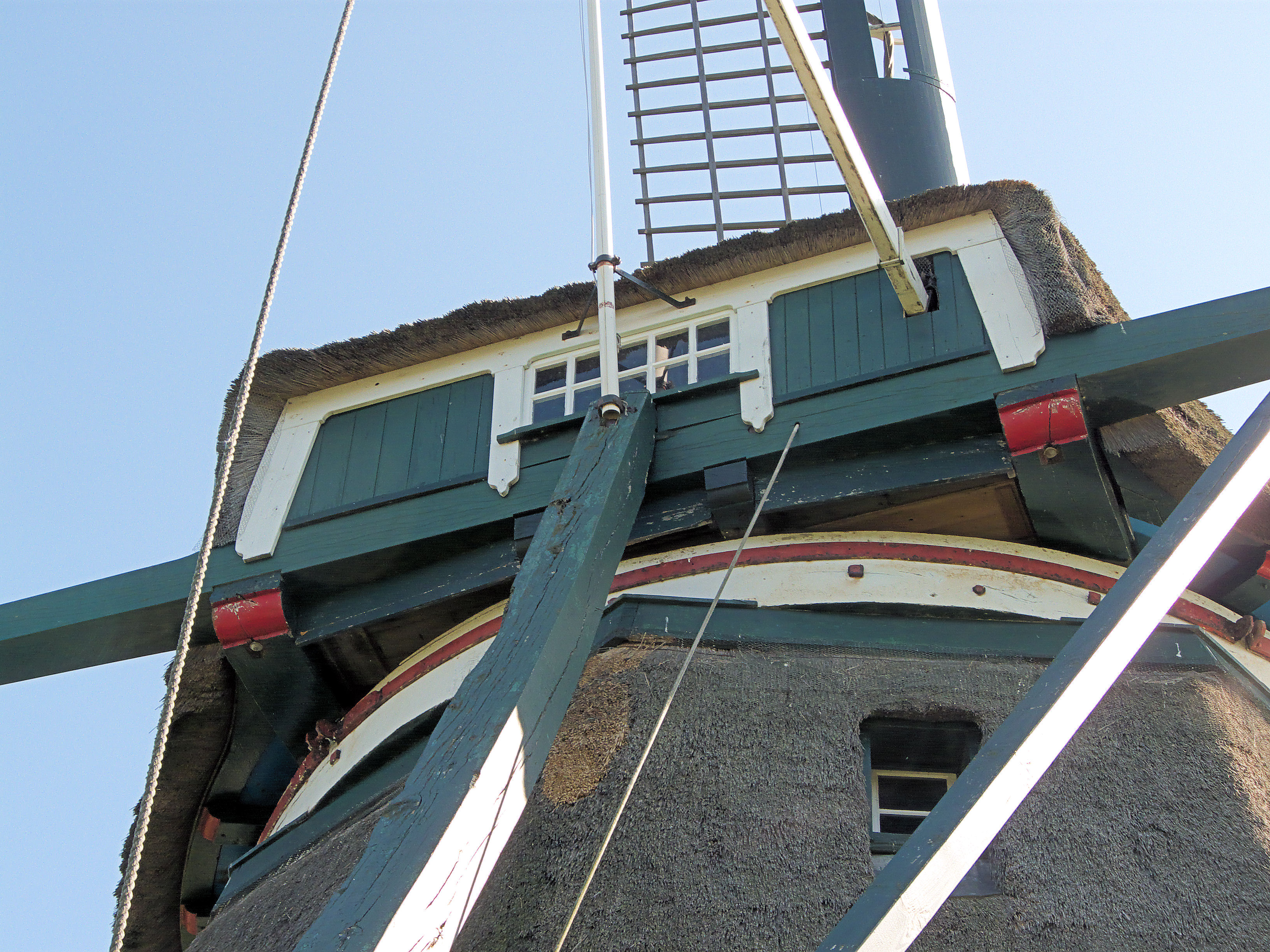
Achterkeuvelens
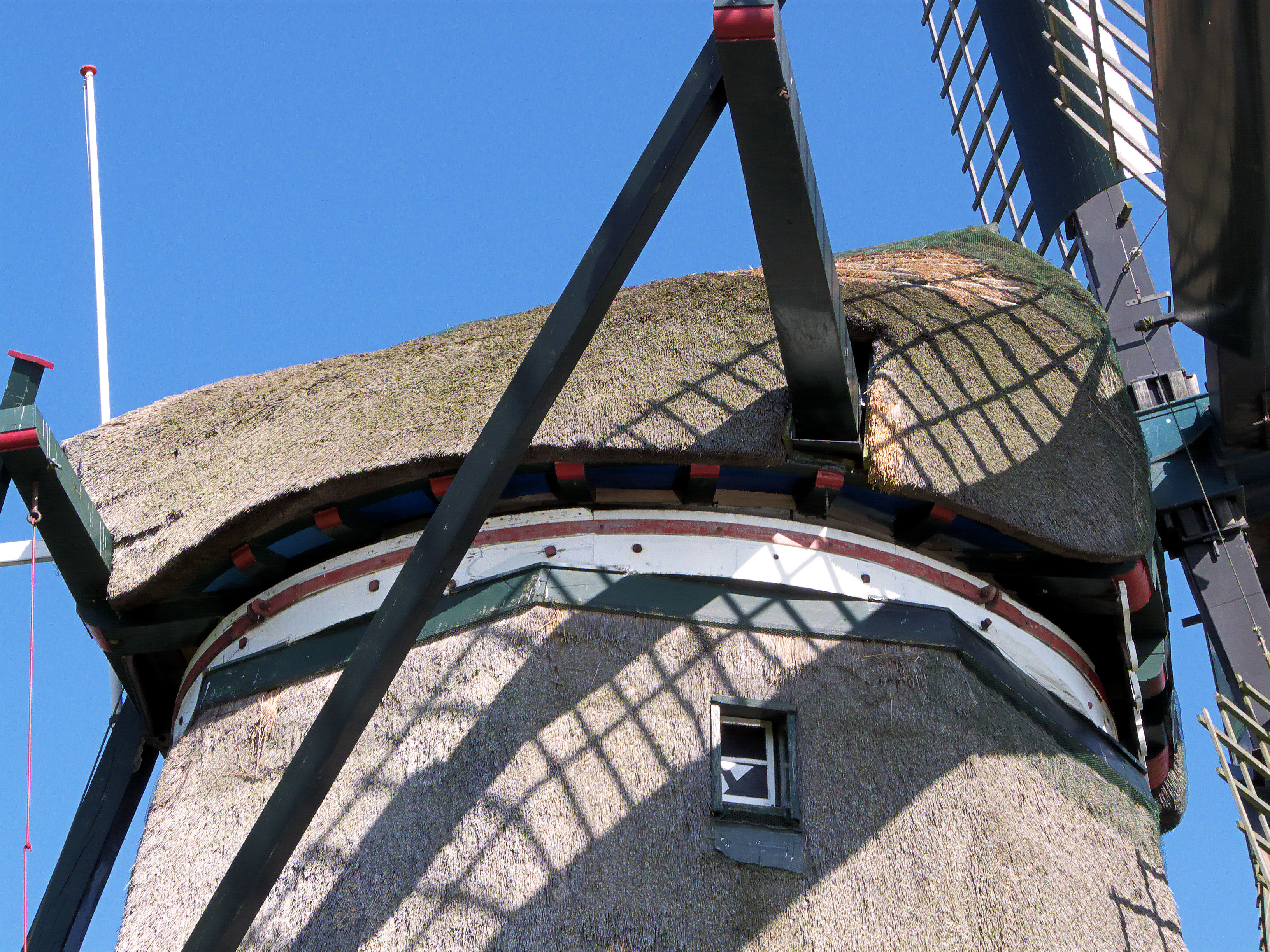
Zijkant kap
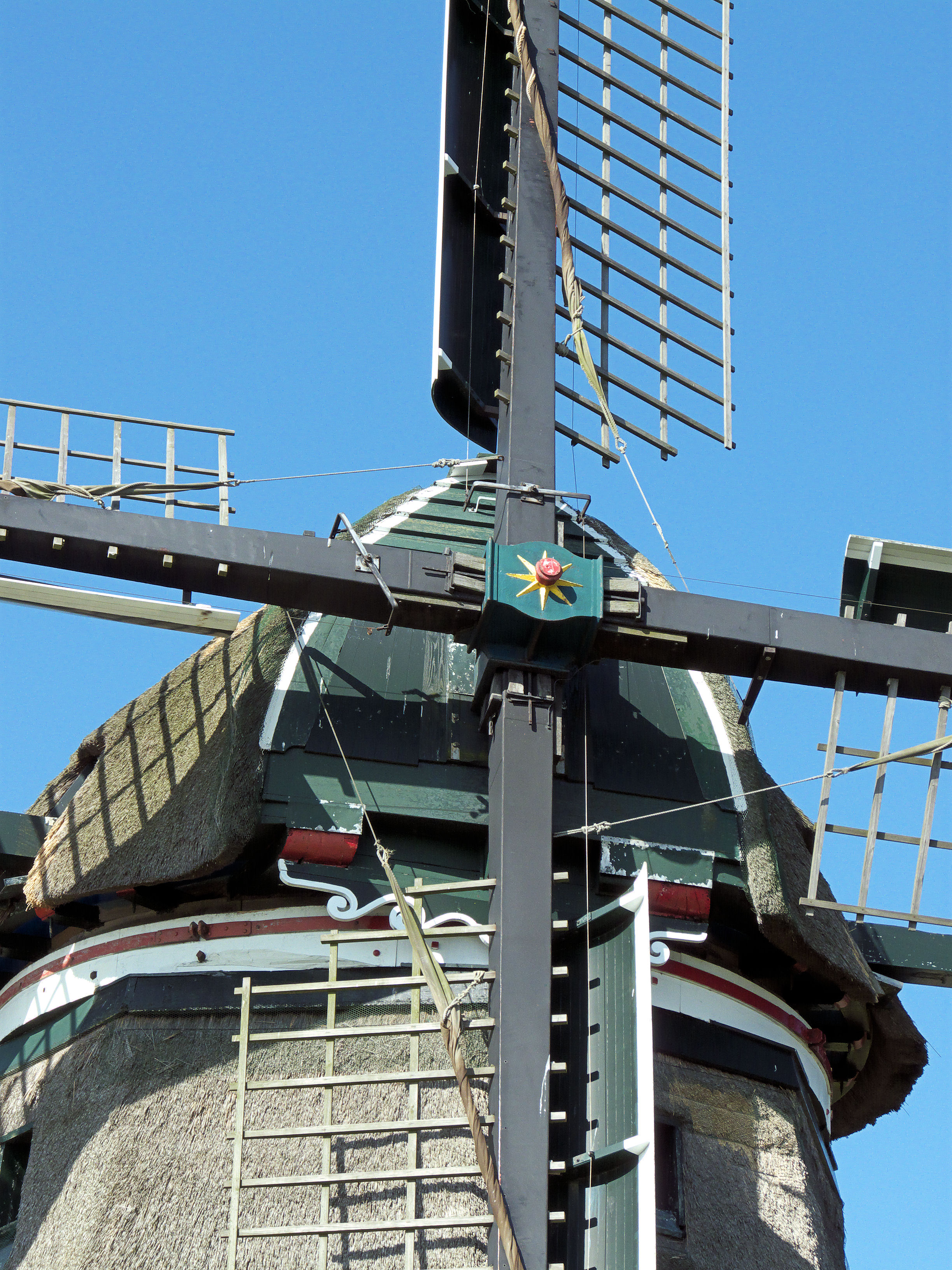
Voorkant kap
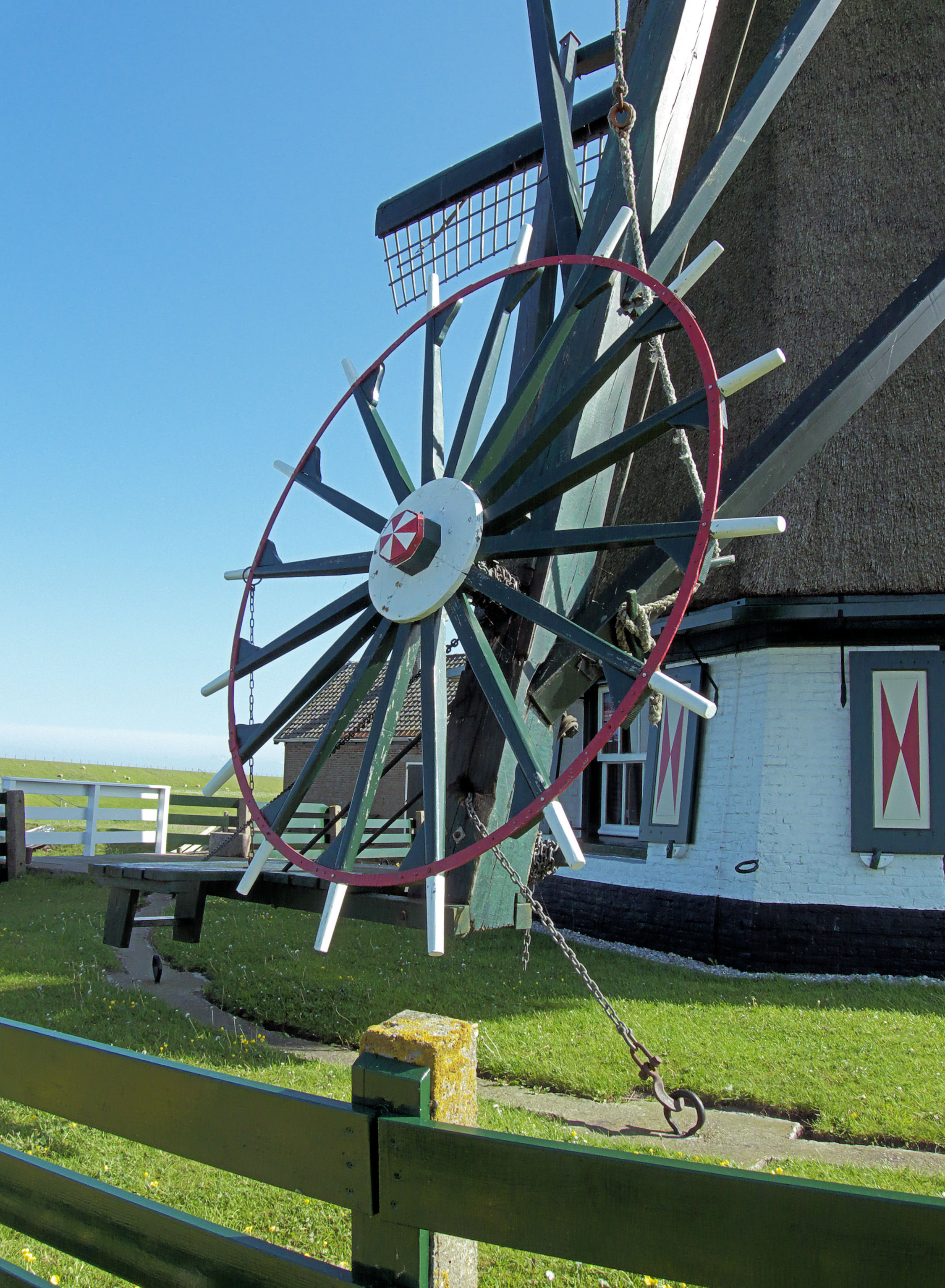
Kruirad
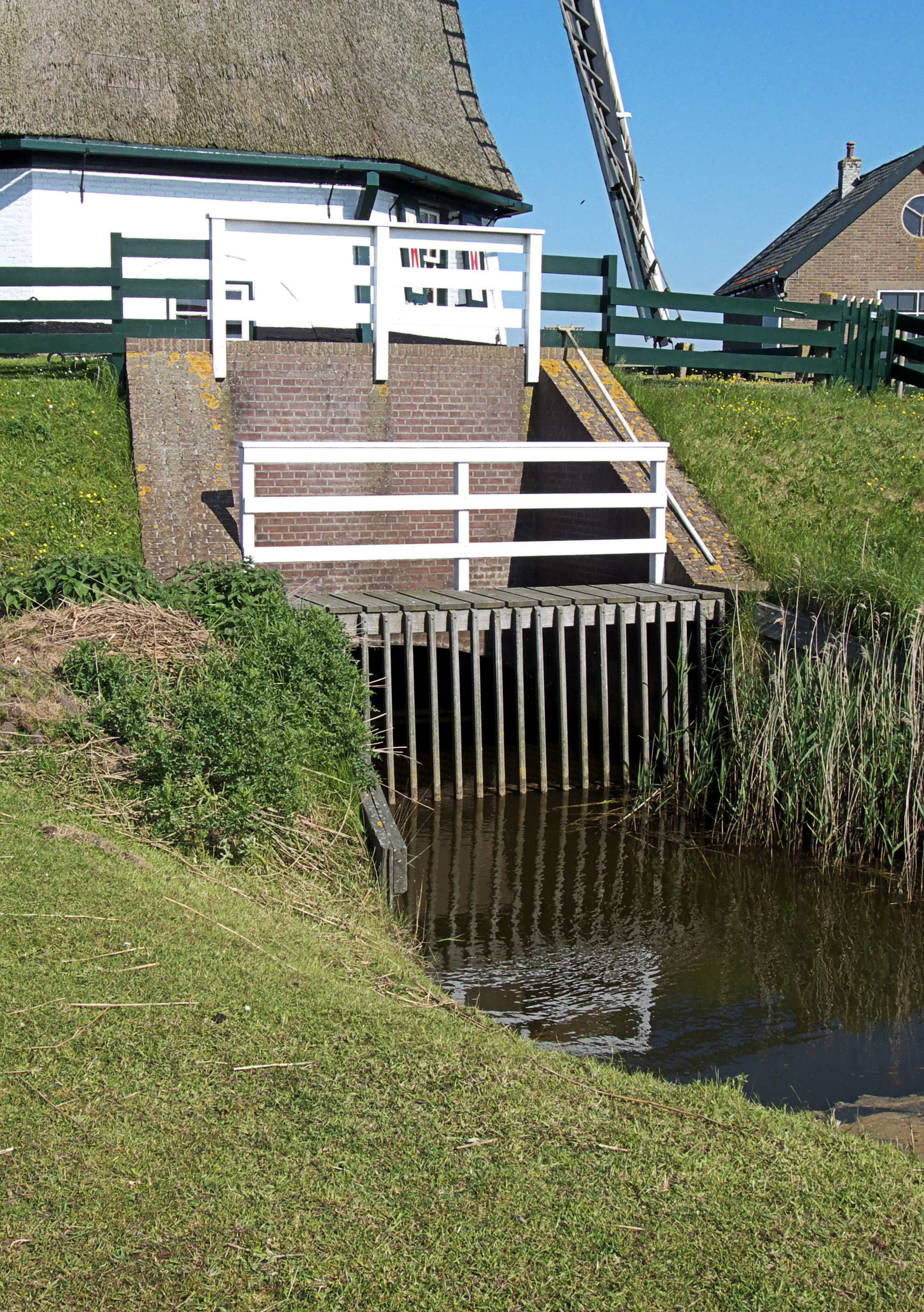
Achterwaterloop
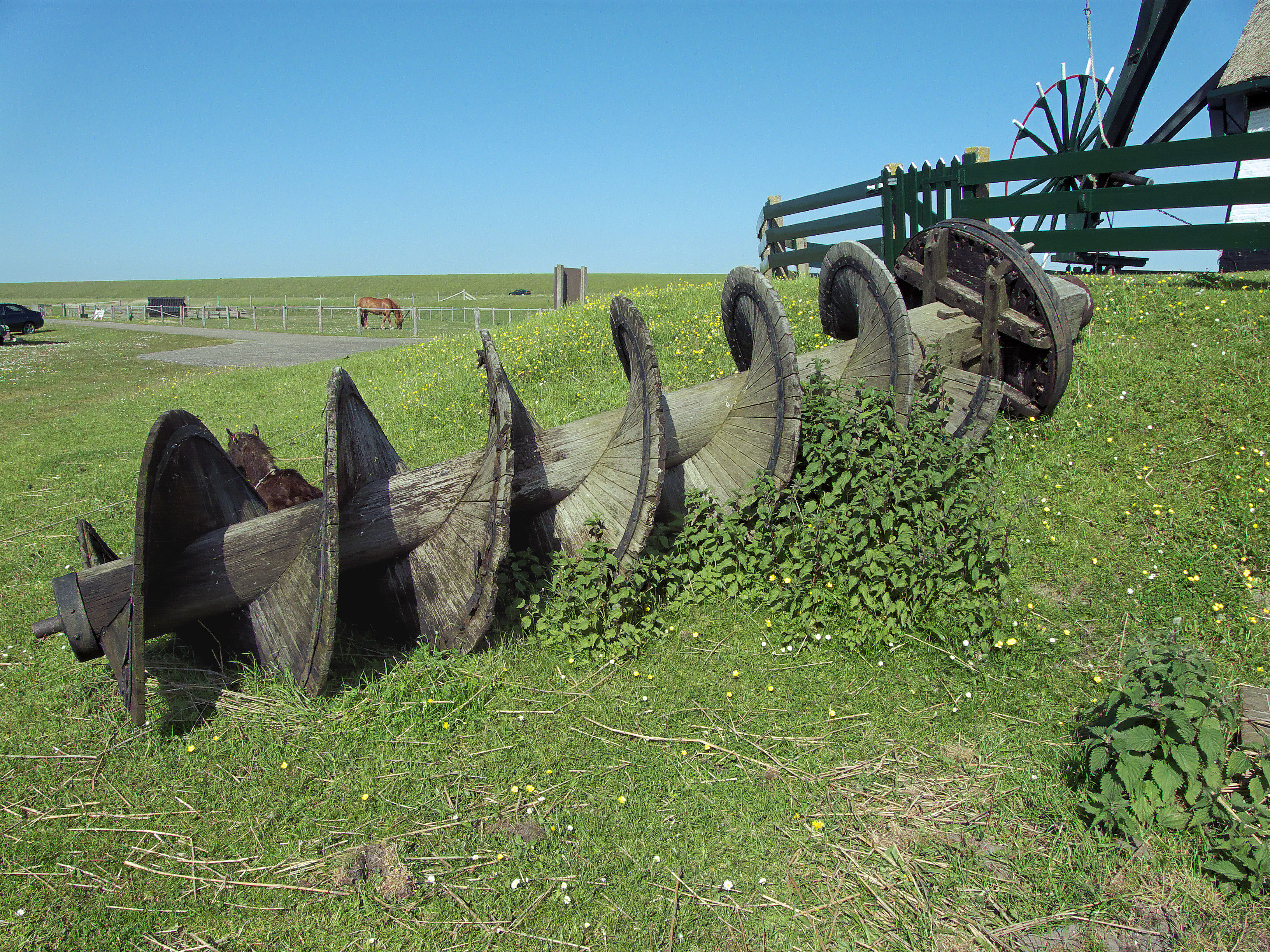
Houten vijzel